# Hayabusa (Raumsonde)
Hayabusa (jap. 小惑星探査機「はやぶさ」(MUSES-C), shōwakusei tansaki „Hayabusa“ (Muses-C), dt. „Asteroidensonde ‚Wanderfalke‘ (Muses-C)“, vor dem Start „Muses-C“ genannt) war eine Raumsonde der japanischen Raumfahrtagentur JAXA, die am 9. Mai 2003 zum Asteroiden (25143) Itokawa gestartet wurde. Am 12. September 2005 erreichte die Sonde ihr Ziel und nahm dort Bodenproben. Nach einem Rückflug, der sich wegen diverser technischer Probleme um drei Jahre verzögerte, traten die abgetrennte Rückkehrkapsel mit der Probe und die Sonde am 13. Juni 2010 gegen 13:56 UTC (23:30 Uhr Ortszeit) über Australien in die Erdatmosphäre ein. Es war die erste von der Oberfläche eines Asteroiden mit einem Raumfahrzeug zurückgeführte Probe.
2014 startete die Nachfolgemission Hayabusa 2, welche im Dezember 2020 eine Bodenprobe von (162173) Ryugu zurück zur Erde brachte.

## Mission
Hayabusa traf im September 2005 beim Asteroiden (25143) Itokawa (anfängliche Bezeichnung 1998 SF36) ein. Das ursprünglich geplante Ankunftsdatum war Juni 2005, aufgrund größerer Sonnenstürme wurden aber einige Solarzellen der Sonde beschädigt, so dass die Ionentriebwerke weniger Strom erhielten und somit weniger Schub liefern konnten. Die Sonde war die erste japanische Raumsonde mit dem Ionentriebwerk "µ10". Ein Einschwenken in eine Umlaufbahn um den Asteroiden war nicht geplant. Die Sonde verharrte stattdessen in einer Position in der Nähe des Asteroiden. Nach Kartierung aus 20 km Höhe näherte sich die Sonde dem Asteroiden mehrfach. Zunächst war es noch unsicher, ob dabei die versuchte Entnahme von etwa einem Gramm Bodenmaterial erfolgreich war. Trotzdem brachte die Sonde den Probenbehälter zur Erde zurück. Zur Probenentnahme besaß Hayabusa eine trichterförmige Öffnung, die als Staubfänger diente. Bei Bodenberührung des Trichters wurde ein kleines Geschoss auf die Oberfläche abgefeuert und der Probenbehälter kurzzeitig geöffnet. Ein Teil des aufgewirbelten Materials sollte auf diese Weise gesammelt werden. Kurz vor der eigentlichen Bodenberührung wurde zudem ein sogenannter Target Marker auf der Oberfläche ausgesetzt, den die Raumsonde zur Navigation nutzte. Er trug außerdem 877.590 Namen, welche 2002 via Internet an die JAXA übermittelt wurden. Der Rückflug zur Erde verzögerte sich aufgrund verschiedener Probleme mit der Lageregelung, den Hydrazintriebwerken und der Datenübertragung. Darum konnte der erste mögliche Starttermin für die Rückkehr, Anfang Dezember 2005, nicht genutzt werden. Erst bei der bahntechnisch nächsten Rückkehrgelegenheit im April 2007 konnte die Sonde mit ihrem Ionenantrieb die Rückreise zur Erde antreten und erreichte diese am 13. Juni 2010, wo die Rückkehrkapsel abgetrennt wurde und in Australien landete.
Ursprünglich sollte die Mission mit einer Beteiligung der USA stattfinden, die einen kleinen Nanorover namens Muses-CN hatten beisteuern wollen. Der Rover wurde jedoch aus finanziellen Gründen wieder gestrichen. Stattdessen führte Hayabusa eine kleine, nur 591 g schwere japanische Landesonde namens Minerva (Abkürzung von Micro/Nano Experimental Robot Vehicle for Asteroid) mit, die mit drei Kameras und Solarzellen bestückt war. Die Landesonde hätte bei dem ersten Probeentnahmeversuch auf der Oberfläche abgesetzt werden sollen, um dort – wegen der sehr geringen Schwerkraft des Asteroiden – weiter zu „hüpfen“ und dabei Bilder zu schießen. Da aufgrund eines Timingfehlers die Sonde erst ausgesetzt wurde, als Hayabusa sich nach einer Annäherung an die Oberfläche bereits wieder in einer Aufwärtsbewegung von dem Asteroiden weg befand, überschritt Minerva die zum Überwinden der Schwerkraft des Asteroiden nötige Fluchtgeschwindigkeit und ging nach etwa 14 Stunden Funkkontakt im All verloren.

## Verlauf
Hayabusa startete am 9. Mai 2003 erfolgreich vom japanischen Uchinoura Space Center in Kagoshima auf einer M-V-Trägerrakete.
Ende 2003 geriet die Sonde in starke Sonnenwinde, welche die Solarzellen beschädigten. Für die Ionentriebwerke stand weniger Energie zur Verfügung, was zu einer dreimonatigen Verzögerung der Ankunft führte.
Am 19. Mai 2004 führte Hayabusa ein Swing-By-Manöver an der Erde aus. Die Vorbeiflughöhe betrug 3.700 km.
Am 31. Juli 2005 ging das Gyroskop für die X-Achse außer Betrieb. Es war eines von drei zur Lagekontrolle und Ausrichtung notwendigen an Bord der Raumsonde.
Am 14. August 2005 wurde Hayabusas erstes Bild von Itokawa veröffentlicht. Das Foto wurde von einem Startracker aufgenommen und zeigte einen sich bewegenden Lichtpunkt, der für den Asteroiden gehalten wurde. Weitere Bilder wurden zwischen dem 22. August und 24. August aufgenommen.
Am 28. August 2005 wurden die Ionentriebwerke abgeschaltet, zu Lagekorrekturzwecken wurden nun die chemischen Triebwerke eingesetzt.
Am 4. September 2005 nahmen Hayabusas Kameras erste Bilder von Itokawa auf, auf denen man die Form des Asteroiden erkennen konnte.
Am 12. September 2005 erreichte Hayabusa eine Position etwa 20 km von Itokawa entfernt, in der die Raumsonde „verharrte“. Diese Position wurde von der JAXA als „Gate Position“ bezeichnet. Die chemischen Triebwerke feuerten um 1:17 UTC das letzte Mal, um die Relativgeschwindigkeit der Sonde und des Asteroiden auszugleichen. Nun befand sich Hayabusa in einer Umlaufbahn, die nahezu gleich der Umlaufbahn des Himmelskörpers war – die Differenzgeschwindigkeit betrug 0,25 mm/s.
Am 30. September 2005 wechselte Hayabusa mit Hilfe seiner chemischen Triebwerke in die „Home Position“, die etwa 7 km von dem Asteroiden entfernt war.
Am 2. Oktober 2005 fiel das zweite der drei Gyroskope für die Y-Achse aus. Von nun an wurde die Lageregelung mit dem übrig gebliebenen Gyroskop (Z-Achse) sowie zwei chemischen Triebwerken durchgeführt.
Am 2. November 2005 hielt JAXA eine Pressekonferenz ab, während deren die ersten hochauflösenden Aufnahmen von Itokawa vorgestellt wurden. Auch die geplanten Oberflächenstellen zur Entnahme von Proben wurden gezeigt sowie die Termine für die Entnahmeversuche genannt.
Am 4. November wurde die erste Probeannäherung an den Asteroiden abgebrochen.
Am 12. November wurde bei der zweiten Probeannäherung die Landesonde Minerva in einer Höhe von etwa 200 m ausgesetzt. Das Aussetzen erfolgte, während sich die Muttersonde in einer Aufwärtsbewegung befand, so dass Minerva im All verloren ging. Während dieser Probeannäherung wurde ebenfalls ein Target Marker ausgesetzt.
Die erste Probenentnahme startete am 19. November. Ein Target Marker wurde um 19:55 Uhr UTC in einer Höhe von 40 Metern ausgesetzt und erreichte etwa 6,5 Minuten später die Oberfläche des Asteroiden. Danach folgte die Sonde dem Target Marker im vollautomatischen Modus mit einer Geschwindigkeit von etwa 2–3 cm/s, in einer Höhe von 17 Metern setzte planmäßig die Kommunikation mit der Erde aus, da zu dieser Zeit der Kontakt mit der Sonde von einer Bodenstation zu einer anderen übergeben wurde. Nach den ersten Berichten verlief die Annäherung bis zu einer Höhe von etwa zehn Metern nominal, danach ging die Sonde in einen safe mode und begann sich langsam zu drehen. Als eine mögliche Ursache wurde die Überhitzung der Elektronik der Sonde in der Nähe der sonnenbeleuchteten Oberfläche, die eine Temperatur von etwa 100 °C aufweist, genannt. Als der Kontakt mit Hayabusa wiederhergestellt wurde, schickte man die Sonde von der Oberfläche weg. Hayabusa entfernte sich daraufhin in eine Höhe von etwa 100 km von Itokawa. Nachdem jedoch die an Bord der Sonde gespeicherten Daten heruntergeladen und ausgewertet wurden, stellte man fest, dass Hayabusa offenbar tatsächlich auf dem Asteroiden gelandet war und sich dort etwa 30 Minuten aufgehalten hatte. Da die Landung jedoch nicht in einem planmäßigen Modus stattgefunden hatte, wurden wahrscheinlich keine Proben entnommen.
Die zweite Landung fand am 26. November 2005 statt. Diesmal arbeitete der Mechanismus der Probenentnahme nach den ersten Berichten einwandfrei. Ob Material entnommen wurde, war noch nicht gesichert, jedoch wurde bei der JAXA von einer erfolgreichen Probenentnahme ausgegangen. Zusätzlich gab es Probleme mit einem der Lageregelungstriebwerke, möglicherweise war dort durch den Kontakt mit der Asteroidenoberfläche ein Treibstoffleck entstanden. Um den Verlust des Treibstoffes zu stoppen, wurde Hayabusa vorerst in den safe mode überführt.
Wegen fehlender Verbindung zur Sonde und der Entladung der Batterien wurde das Startfenster am 14. Dezember 2005 nicht genutzt. Ob erfolgreich Proben entnommen wurden, war weiterhin unklar.
Am 23. Januar 2006 erhielt JAXA das erste, noch unmodulierte Signal von Hayabusa seit Anfang Dezember 2005. Im Laufe der nächsten Wochen wurde die Sonde unter Kontrolle gebracht und eine stabile Kommunikation aufgebaut.
Am 25. April 2007 trat Hayabusa mit Hilfe seiner Ionentriebwerke den Rückweg zur Erde an, die wie zu diesem Zeitpunkt prognostiziert 2010 erreicht wurde. Ob die Sonde diesen ungeplant langen Flug überstehen würde, war damals allerdings unklar.
Die Triebwerke wurden am 24. Oktober 2007 abgeschaltet und die Sonde mit der Drehachse zur Sonne ausgerichtet. Sie flog von nun an antriebslos auf einer Hohmannbahn Richtung Erdbahn. Die Triebwerke waren bis dahin 31.000 Stunden in Betrieb und hatten immer noch genug Schub und ausreichend Treibstoff. Das Orbitmanöver wurde erst im Februar 2009 fortgesetzt.
Im Mai 2008 wurde die Rückkehrkapsel ein letztes Mal auf Funktionstüchtigkeit geprüft und endgültig versiegelt. Am 2. Juni 2008 befand sich Hayabusa 1,5 AE von der Sonne entfernt und von der Erde aus gesehen hinter der Sonne.
Am 4. Februar 2009 vermeldete JAXA die erfolgreiche Zündung der Triebwerke. Bis zum März 2010 sollte die Sonde weiter beschleunigt werden, die Rückkehr war für den Juni 2010 geplant.

Am 4. November 2009 wurde festgestellt, dass sich Triebwerk D aufgrund von Problemen automatisch abgeschaltet hatte. Es gelang nicht, das Triebwerk wieder zu aktivieren. Auch Triebwerk C war währenddessen abgeschaltet, aber funktionstüchtig.
Im Verlauf des Rückfluges fanden ab 4. Mai 2010 (Entfernung zur Erde: 16,6 Mio. km) vier Bahnkorrekturmanöver statt, um die Bahn der Sonde auf die Erde und das Landegebiet abzustimmen.
Trotz zahlreicher Ausfälle von Komponenten (z. B. waren zwei Gyroskope außer Funktion, nur noch vier der elf Lithium-Ionen-Batterien funktionsfähig, der chemische Treibstoff war aufgebraucht und der Antennenausrichtungsmechanismus blockiert, die Ionentriebwerke waren teilweise ausgefallen) konnte die Raumsonde zur Erde zurückgeführt werden und trennte sich am 13. Juni 2010 um 10:51 UTC von der 20 kg schweren Wiedereintrittskapsel mit der Probe. Die Sonde verglühte über Südaustralien und konnte dabei von mehreren Beobachtungsstationen verfolgt werden, während die Rückkehrkapsel planmäßig am Fallschirm in der Woomera Prohibited Area in South Australia landete und eine Stunde später per Hubschrauber lokalisiert war. Hier wurde die augenscheinlich intakte Kapsel am nächsten Tag geborgen und bis zur Untersuchung der Proben versiegelt.
Wegen des Erfolgs der Mission stimmte die JAXA im Herbst 2010 für die Nachfolgemission Hayabusa 2.

## Daten
- Startmasse: 510 kg, davon:
  - Leermasse: 380 kg
  - Treibstoffe: 60 kg Xenon als Stützmasse für den Ionenantrieb und 70 kg chemischer Treibstoff
- Maße: 1,0 m × 1,6 m × 1,1 m
- 4 Ionentriebwerke µ10, der Schub beträgt 15 mN bei 1 kW Leistung, mehrere Triebwerke konnten gleichzeitig in Betrieb sein.
- Energie: Galliumarsenid-Solarzellen mit 2,6 kW Leistung in Erdentfernung von der Sonne
- Masse Rückkehrkapsel: 20 kg
- Kommunikation: X-Band
- Instrumente:
  - AMICA – Multibandkamera
  - LIDAR – Laser-Entfernungsmesser
  - NIRS – Spektrometer im nahen Infrarotbereich
  - ONC-W – Weitwinkelkamera
  - XRS – Röntgenstrahlen-Spektrometer

## Ergebnisse

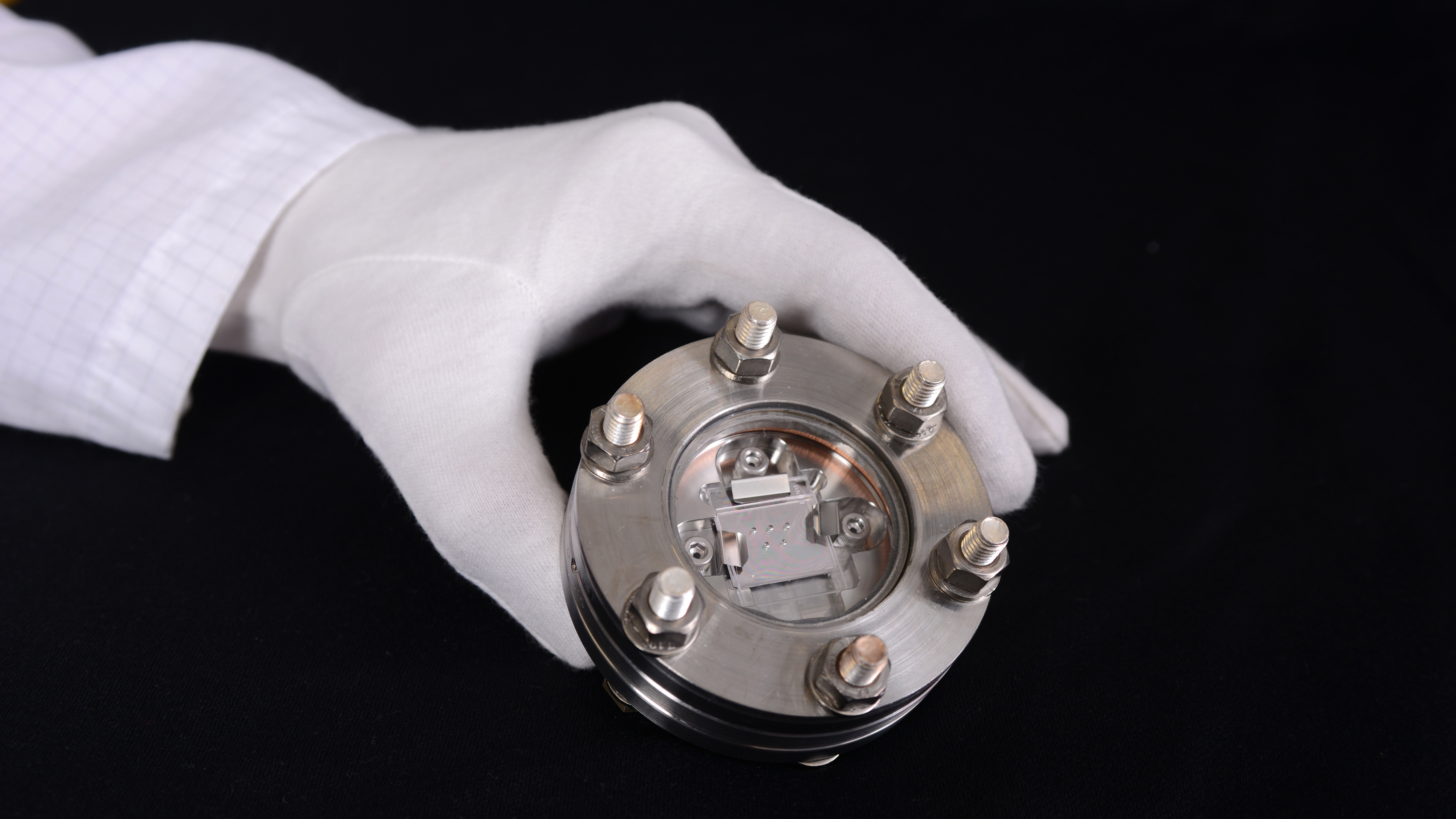
Container mit Partikeln von Itokawa

Die Aufnahmen der Sonde, die Itokawa im September 2005 erreicht hat, zeigen die Oberfläche des Asteroiden mit einem Auflösungsvermögen von unter einem Meter. Auffällig ist das fast völlige Fehlen von Einschlagkratern, welche die Oberflächen von anderen Asteroiden, die bisher von Raumsonden erforscht wurden, wie etwa (243) Ida oder (433) Eros, dominieren. Manche Gebiete auf Itokawa sind von Regolith und Felsbrocken verschiedener Größe bedeckt, anderswo liegt offenbar blankes Gestein frei. Die mittlere Dichte von Itokawa konnte durch Hayabusa zu 2,3±0,3 g/cm³ bestimmt werden. Das ist etwas weniger, als für kompaktes Silikatgestein erwartet worden wäre. Diese Beobachtungen legen nahe, dass es sich bei dem Asteroiden um einen nur von der Gravitationskraft zusammengehaltenen, porösen „Schutthaufen“ (engl. rubble pile) handelt.
Der Rückkehrbehälter, der unter hochreinen Bedingungen sorgfältig untersucht wurde, enthielt nach Mitteilung der JAXA eine Anzahl kleiner Partikel, die in der Folge untersucht wurden. Die Untersuchungen bestätigten, dass die Partikel definitiv vom Itokawa stammen.